# Rugosocleptes
Rugosocleptes is een kevergeslacht uit de familie van de boktorren (Cerambycidae). De wetenschappelijke naam van het geslacht werd voor het eerst geldig gepubliceerd in 1951 door Breuning.

## Soorten
Rugosocleptes is monotypisch en omvat slechts de volgende soort:
- Rugosocleptes rugicollis (Fauvel, 1906)